# Réplique antique du Discobole de Myron
Le Discobole est une sculpture romaine, réplique antique du célèbre Discobole de Myron, conservée au musée Saint-Raymond de Toulouse datée du IIe siècle environ.

## Historique de l'œuvre
La sculpture a été découverte dans le lit de l'Aude à Carcassonne au XVIIIe siècle, à une époque où se manifeste un goût prononcé pour la sculpture antique. On ignore son origine, sa date de création et sa provenance exacte.   
En 1784 elle entre dans les collections du chevalier Pierre Rivalz et figure à son inventaire au no 17 avec pour description : « Torce de marbre blanc, plus grand que le naturel ». L'eau-forte originale conservée au musée Paul-Dupuy (D 68.1.5) est reproduite inversée dans ce catalogue en raison du procédé de la gravure. La sculpture y est représentée en position assise à la manière du Torse du Belvédère au Vatican. À cette époque on n'a pas encore fait le rapprochement avec la sculpture de Myron encore méconnue, le Discobole Lancelot ayant été trouvé en 1781 et étant encore peu diffusé à ce moment-là.   
Elle entre ensuite dans les collections de l'Académie royale de peinture et de sculpture de Toulouse puis à la Révolution elle rejoint le Museum du Midi de la République où on lui attribue le numéro d'inventaire 30.013.   

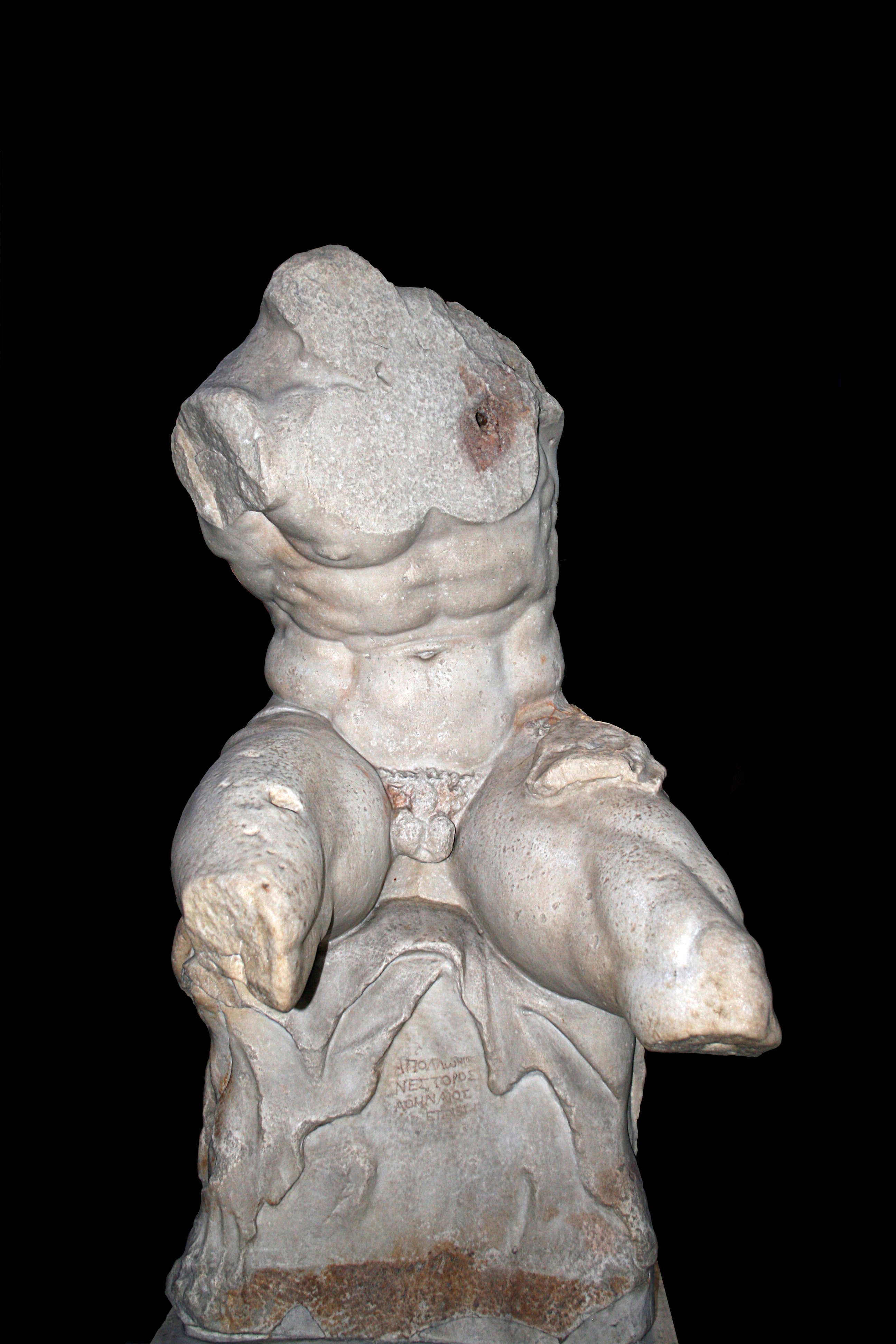
Torse du Belvédère, musée Pio Clementino, musées du Vatican, Rome

C'est seulement en 1903 que dans une étude Léon Joulin fera le rapprochement avec la statue de Myron et que l'on considèrera que celle du musée Saint-Raymond en est une des nombreuses répliques. 
À partir du début du XXe siècle, le Discobole est devenu un des premiers canons emblématiques de la sculpture grecque classique.
La réplique est exposée au second étage du musée sous le numéro d'inventaire Ra 334.

Eau-forte représentant le Discobole en position assise, musée Paul-Dupuy

## Description
Il s'agit d'une copie en marbre du Pentélique d'un original en bronze réalisé par le sculpteur grec Myron au Ve siècle av. J.-C. aujourd'hui disparu.  
La sculpture est très fragmentaire (sans bras, jambe et tête) et son modelé a souffert de l'érosion liée à son séjour dans l'eau parmi les galets de l'Aude. 
Elle représente un lanceur de disque au moment où l'athlète effectue le dernier balancement avant le lancement. Le bras est tendu vers l'arrière et la jambe contrebalance le déséquilibre du corps témoignant de la virtuosité de l'artiste pour traduire le mouvement de torsion et la tension musculaire.  
Le lancer de disque faisait partie des disciplines les plus pratiquées dans le domaine du sport en Grèce antique. 
Ce sujet illustre également un des exercices guerriers très courant où le disque était en premier lieu une arme de jet direct avec laquelle Apollon tue Hyacinthe et Persée tue Acrisios. 
On connait de nombreuses répliques du Discobole, dont la plus complète est celle trouvée à Rome provenant de la collection de la famille Lancelotti aujourd'hui conservée au palais Massimo alle Terme. Celle du musée Saint-Raymond est la seule trouvée en France.

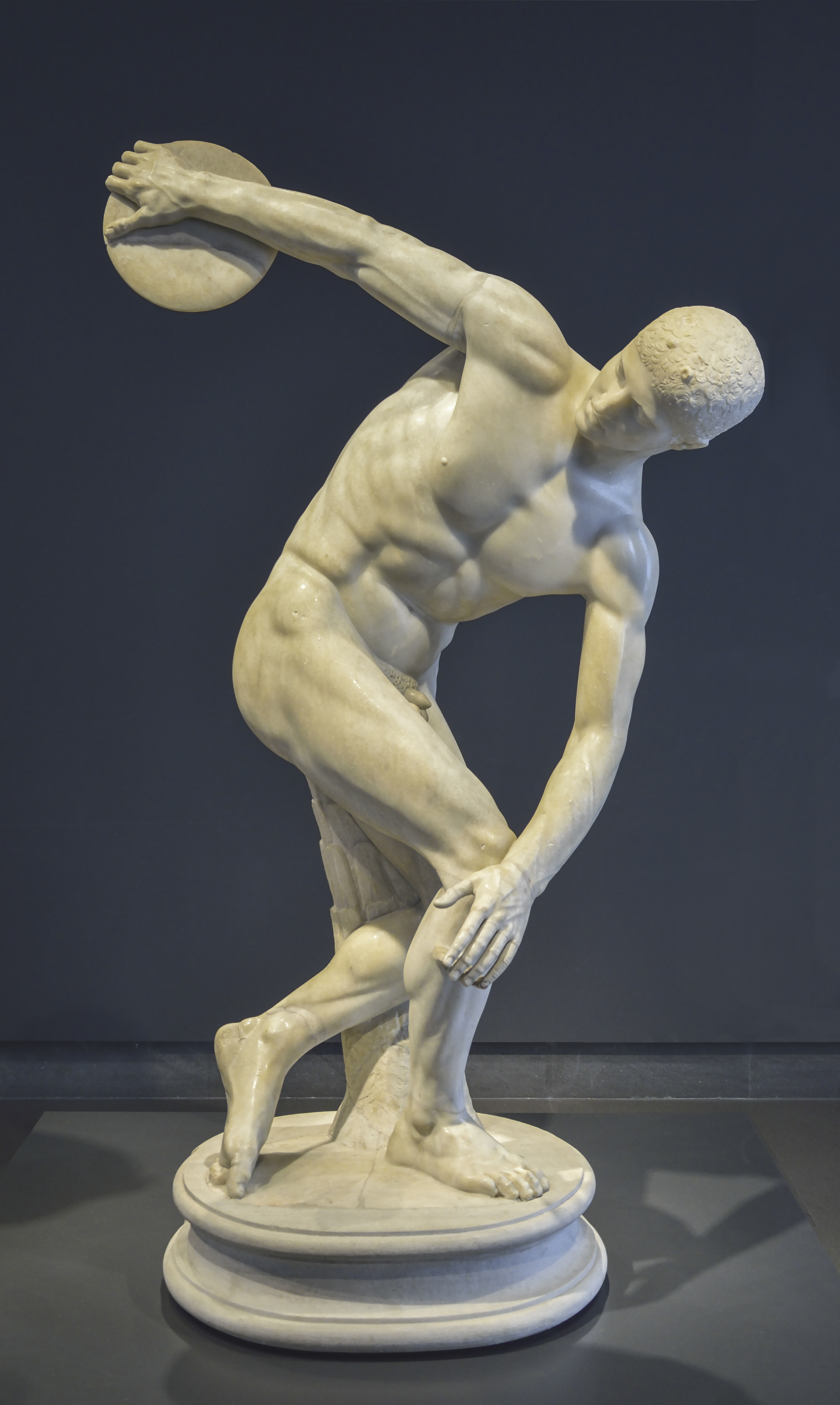
Discobole Lancelotti, palais Massimo elle Terme, Rome

Ce thème est également fréquemment illustré sur les décors de céramique grecque.

## Expositions
- Le stade romain et ses spectacles, musée archéologique Henri-Prades, Lattes, 1994, no 81
- Toulouse et l'Antiquité retrouvée au XVIIIe siècle, Toulouse, musée Saint-Raymond, juin-août 1989, no 3